# Глибоко в моєму серці (фільм)
«Глибоко в моєму серці» (англ. «Deep in My Heart») — американський біографічний мюзикл 1954 року, знятий Стенлі Доненом. Виконавець головної ролі — Хосе Феррер.

## Сюжет
Історія життя американського композитора угорського походження Зігмунда Ромберга.

## У ролях
- Хосе Феррер — Зігмунд Ромберг
- Мерль Оберон — Дороті Доннелі
- Хелен Траубел — Анна Мюллер
- Доу Аведон — Ліліан Гарріс Ромберг
- Волтер Піджон — Дж. Дж. Шуберт
- Пол Генрейд — Флоренц Зігфельд
- Тамара Туманова — Габі Десліс
- Пол Стюарт — Берт Таузент
- Ізобел Елсом — місіс Гарріс
- Девід Барнс — Лазар Беррісон
- Розмарі Клуні — танцювальний номер
- Джин Келлі — танцювальний номер
- Фред Келлі — танцювальний номер
- Джейн Пауелл — Отіль Ван Зандт
- Вік Дамоне — Річард Вейн
- Говард Кіл — танцювальний номер
- Енн Міллер — танцювальний номер
- Сід Черісс — танцювальний номер